# 파스티스

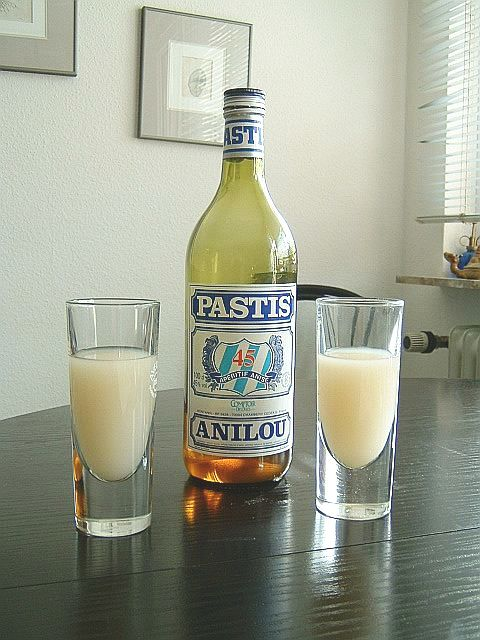
파스티스

파스티스(프랑스어: Pastis)는 아니스 향이 나는 프랑스의 식전주이다. 알콜 도수는 보통 40도~45도이지만, 무알콜인 종류도 있다. 일반적으로 물에 희석하여 마신다.

## 같이 보기
- 압생트
- 라크 (술)